# Tetragonia moorei
Tetragonia moorei är en isörtsväxtart som beskrevs av Max Gray. Tetragonia moorei ingår i släktet tetragonior, och familjen isörtsväxter. Inga underarter finns listade i Catalogue of Life.